# 放棄
| ウィキペディアには「放棄」という見出しの百科事典記事はありません（タイトルに「放棄」を含むページの一覧/「放棄」で始まるページの一覧）。 代わりにウィクショナリーのページ「放棄」が役に立つかもしれません。 |